# Villanueva (kommun i Honduras, Departamento de Cortés, lat 15,32, long -88,03)
Villanueva är en kommun i Honduras.   Den ligger i departementet Departamento de Cortés, i den västra delen av landet, 160 km nordväst om huvudstaden Tegucigalpa. Antalet invånare är 80 662.